# 迪伦比奇 (加利福尼亚州)
迪伦比奇是美国的一个普查规定居民点，位于加利福尼亚州的马林县，其以东5.2公里为托马雷斯。

## 历史
迪伦比奇的名称来源于该地的创建者乔治·迪伦，迪伦于1858年开始在此定居，后将其售卖给约翰·基冈，这也因此导致迪伦比奇成为加利福尼亚州唯一的私有海滩。该地邮局创立于1922年。

## 地理
迪伦比奇位于托马雷斯湾湾口，坐标为38°15′03″N 122°57′55″W / 38.25083°N 122.96528°W。其以北1.5英里为艾斯特罗德·圣安东尼奥州立海洋生态保护区。
据美国人口调查局数据显示，迪伦比奇总面积为7.7平方公里，不含水域面积。